# Raymond (hrabstwo Rockingham)
Raymond – jednostka osadnicza w Stanach Zjednoczonych, w stanie New Hampshire, w hrabstwie Rockingham.